# FA Cup 2012/13
De FA Cup 2012-2013 was de 132ste editie van de oudste bekercompetitie van de wereld, de Engelse FA Cup. Deze bekercompetitie is een toernooi voor voetbalclubs. De titelhouder was Chelsea, dat in 2011-12 de finale met 2-1 won van Liverpool.
De competitie begon op 11 augustus 2012 met de extra voorronde en eindigde op 11 mei 2013 met de finale in het Wembley-stadion. Wigan Athletic won voor de eerste keer de FA Cup door in de finale Manchester City te verslaan met 1-0.

## Speeldata
Dit is de kalender die the Football Association bekendmaakte:
| Ronde                | Weekend van               |
| -------------------- | ------------------------- |
| Extra voorronde      | 11 augustus               |
| Voorronde            | 25 augustus               |
| 1e kwalificatieronde | 8 september               |
| 2e kwalificatieronde | 22 september              |
| 3e kwalificatieronde | 6 oktober                 |
| 4e kwalificatieronde | 20 oktober                |
| 1e ronde             | 3 november                |
| 2e ronde             | 1 december                |
| 3e ronde             | 5 januari 2013            |
| 4e ronde             | 26 januari 2013           |
| 5e ronde             | 16 februari 2013          |
| 6e ronde             | 16 maart 2013             |
| Halve finale         | 13 april en 14 april 2013 |
| Finale               | 11 mei 2013               |

## Uitslagen

### Vijfde ronde
|                        |                |         |                                   |                                                                        |
| 16 februari 2013 12:45 | Luton Town (5) | 0–3     | Millwall (2)                      | Kenilworth Road, Luton Toeschouwers: 9.768 Scheidsrechter: Lee Probert |
| 16 februari 2013 12:45 |                | Verslag | Henry 12' Hulse 36' N'Guessan 86' | Kenilworth Road, Luton Toeschouwers: 9.768 Scheidsrechter: Lee Probert |

|                        |                        |         |                                |                                                                           |
| 16 februari 2013 15:00 | Milton Keynes Dons (3) | 1–3     | Barnsley (2)                   | Stadium MK, Milton Keynes Toeschouwers: 14.475 Scheidsrechter: Mike Jones |
| 16 februari 2013 15:00 | Bowditch 61'           | Verslag | Dagnall 3', 90+1' Harewood 19' | Stadium MK, Milton Keynes Toeschouwers: 14.475 Scheidsrechter: Mike Jones |

|                        |             |         |                      |                                                                         |
| 16 februari 2013 15:00 | Arsenal (1) | 0–1     | Blackburn Rovers (2) | Emirates Stadium, Londen Toeschouwers: 60.070 Scheidsrechter: Mike Dean |
| 16 februari 2013 15:00 |             | Verslag | Kazim-Richards 72'   | Emirates Stadium, Londen Toeschouwers: 60.070 Scheidsrechter: Mike Dean |

|                        |                       |         |                           |                                                                     |
| 16 februari 2013 18:00 | Oldham Athletic (3)   | 2–2     | Everton (1)               | Boundary Park, Oldham Toeschouwers: 9,473 Scheidsrechter: Phil Dowd |
| 16 februari 2013 18:00 | Obita 13' Smith 90+5' | Verslag | Anichebe 24' Jagielka 48' | Boundary Park, Oldham Toeschouwers: 9,473 Scheidsrechter: Phil Dowd |

|                               |             |     |                     |                          |
| 26 februari 2013 19:45 Replay | Everton (1) | 3–1 | Oldham Athletic (3) | Goodison Park, Liverpool |
| 26 februari 2013 19:45 Replay |             |     |                     | Goodison Park, Liverpool |

|                        |                                              |        |                  |                                                                                  |
| 17 februari 2013 14:00 | Manchester City (1)                          | 4–0    | Leeds United (2) | Etihad Stadium, Manchester Toeschouwers: 46,849 Scheidsrechter: Mark Clattenburg |
| 17 februari 2013 14:00 | Y. Touré 5' Agüero 15' (pen.), 74' Tévez 52' | Report |                  | Etihad Stadium, Manchester Toeschouwers: 46,849 Scheidsrechter: Mark Clattenburg |

|                        |                       |        |                                          |                                                                                        |
| 17 februari 2013 15:55 | Huddersfield Town (2) | 1–4    | Wigan Athletic (1)                       | John Smith's Stadium, Huddersfield Toeschouwers: 12,117 Scheidsrechter: Michael Oliver |
| 17 februari 2013 15:55 | Novak 62'             | Report | McManaman 31' Koné 40', 89' McArthur 56' | John Smith's Stadium, Huddersfield Toeschouwers: 12,117 Scheidsrechter: Michael Oliver |

|                        |                        |     |             |                                                         |
| 18 februari 2013 20:00 | Manchester United (1)  | 2–1 | Reading (1) | Old Trafford, Manchester Scheidsrechter: Andre Marriner |
| 18 februari 2013 20:00 | Nani 69' Hernández 72' |     | McAnuff 81' | Old Trafford, Manchester Scheidsrechter: Andre Marriner |

|                        |                   |     |             |                                                                  |
| 27 februari 2013 19:45 | Middlesbrough (2) | 0–2 | Chelsea (1) | Riverside Stadium, Middlesbrough Scheidsrechter: Martin Atkinson |
| 27 februari 2013 19:45 |                   |     |             | Riverside Stadium, Middlesbrough Scheidsrechter: Martin Atkinson |

## Zesde ronde
|                    |             |                                      |                    |                                                                            |
| 9 maart 2013 12:45 | Everton (1) | 0–3                                  | Wigan Athletic (1) | Goodison Park, Liverpool Toeschouwers: 35.068 Scheidsrechter: Kevin Friend |
| 9 maart 2013 12:45 |             | Figueroa 30' McManaman 31' Gómez 33' |                    | Goodison Park, Liverpool Toeschouwers: 35.068 Scheidsrechter: Kevin Friend |

|                    |                                           |     |              |                                                           |
| 9 maart 2013 17:30 | Manchester City (1)                       | 5–0 | Barnsley (2) | Etihad Stadium, Manchester Scheidsrechter: Anthony Taylor |
| 9 maart 2013 17:30 | Tévez 11', 31', 50' Kolarov 27' Silva 65' |     |              | Etihad Stadium, Manchester Scheidsrechter: Anthony Taylor |

|                     |              |     |                      |                                                                          |
| 10 maart 2013 14:00 | Millwall (2) | 0–0 | Blackburn Rovers (2) | The Den, Bermondsey Toeschouwers: 14.885 Scheidsrechter: Martin Atkinson |
| 10 maart 2013 14:00 | Report       |     |                      | The Den, Bermondsey Toeschouwers: 14.885 Scheidsrechter: Martin Atkinson |

|                            |                      |        |              |                                                                            |
| 13 maart 2013 19:30 Replay | Blackburn Rovers (2) | 0–1    | Millwall (2) | Ewood Park, Blackburn Toeschouwers: 8,635 Scheidsrechter: Mark Clattenburg |
| 13 maart 2013 19:30 Replay |                      | Report | Shittu 42'   | Ewood Park, Blackburn Toeschouwers: 8,635 Scheidsrechter: Mark Clattenburg |

|                     |                         |        |                        |                                                                           |
| 10 maart 2013 16:30 | Manchester United (1)   | 2–2    | Chelsea (1)            | Old Trafford, Manchester Toeschouwers: 75.196 Scheidsrechter: Howard Webb |
| 10 maart 2013 16:30 | Hernández 5' Rooney 11' | Report | Hazard 59' Ramires 68' | Old Trafford, Manchester Toeschouwers: 75.196 Scheidsrechter: Howard Webb |

|                           |              |     |                       |                                                                        |
| 1 april 2013 12:30 Replay | Chelsea (1)  | 1–0 | Manchester United (1) | Stamford Bridge, Londen Toeschouwers: 40.704 Scheidsrechter: Phil Dowd |
| 1 april 2013 12:30 Replay | Demba Ba 49' |     |                       | Stamford Bridge, Londen Toeschouwers: 40.704 Scheidsrechter: Phil Dowd |

## Halve finales
|                     |              |         |                           |                                                                     |
| 13 april 2013 17:15 | Millwall (2) | 0–2     | Wigan Athletic (1)        | Wembley, Londen Toeschouwers: 62.335 Scheidsrechter: Michael Oliver |
| 13 april 2013 17:15 |              | Verslag | Maloney 25' McManaman 78' | Wembley, Londen Toeschouwers: 62.335 Scheidsrechter: Michael Oliver |

|                     |             |         |                      |                                                                |
| 14 april 2013 16:00 | Chelsea (1) | 1–2     | Manchester City (1)  | Wembley, Londen Toeschouwers: 85.621 Scheidsrechter: Chris Foy |
| 14 april 2013 16:00 | Ba 66'      | Verslag | Nasri 35' Agüero 48' | Wembley, Londen Toeschouwers: 85.621 Scheidsrechter: Chris Foy |

## Finale
|                       |                 |                  |                |                                                                     |
| 11 mei 2013 17:15 UTC | Manchester City | 0 – 1            | Wigan Athletic | Wembley, Londen Toeschouwers: 86.254 Scheidsrechter: Andre Marriner |
| 11 mei 2013 17:15 UTC |                 | 90+1' Ben Watson |                | Wembley, Londen Toeschouwers: 86.254 Scheidsrechter: Andre Marriner |

## Trivia
- In de voorrondes wordt bepaald welke non-League clubs (ploegen van buiten de hoogste vier afdelingen) in de eerste ronde mogen deelnemen. Deze eerste ronde vond plaats op 3 november 2012.